# Saint-Ségal
Saint-Ségal település Franciaországban, Finistère megyében. Lakosainak száma 1183 fő (2022. január 1.). Saint-Ségal Châteaulin, Lopérec, Pleyben, Port-Launay és Pont-de-Buis-lès-Quimerch községekkel határos.

## Népesség
A település népessége az elmúlt években az alábbi módon változott:
| Lakosok száma | 677  | 745  | 813  | 926  | 1025 | 1046 | 1081 | 1117 | 1124 | 1183 |
|               | 1968 | 1982 | 1990 | 2006 | 2013 | 2015 | 2017 | 2019 | 2020 | 2022 |